# نسبة كفاية رأس المال
نسبة كفاية رأس المال (CAR) (بالإنجليزية: Capital adequacy ratio)‏ ويعرف أيضًا باسم (بالإنجليزية: Capital to Risk (Weighted) Assets Ratio (CRAR))‏؛ هي نسبة رأس مال البنك إلى مخاطره. وهو مصطلح يوضح العلاقة بين مصادر رأس مال المصرف والمخاطر المحيطة بموجودات المصرف وأي عمليات أخرى. وتعتبر نسبة كفاية رأس المال أداة لقياس ملاءة المصرف أي قدرة المصرف على تسديد التزاماته ومواجهة أي خسائر قد تحدث في المستقبل.

## الصيغة
تعتير معدلات كفاية رأس المال ("CAR") قياس لكمية رأسمالية البنك كنسبة مئوية من التعرض للمخاطر الائتمانية المرجحة.
نسبة كفاية رأس المال هو الذي يعرف بأنه
{\displaystyle {\mbox{CAR}}={\cfrac {\mbox{Capital}}{\mbox{Risk}}}}
أما المخاطر:
{\displaystyle {\mbox{CAR}}={\cfrac {T_{1}+T_{2}}{a}}} ≥ 10 ٪.
النسبة المئوية (10 ٪ في هذه الحالة، مطلب مشترك للمنظمين لاتفاقات بازل) التي وضعتها الهيئة المشرفة على المصارف الوطنية.

## الاستخدام
نسبة كفاية رأس المال هو الذي يحدد نسبة القدرة للبنك والمخاطر مثل مخاطر الائتمان، والمخاطر التشغيلية وغيرها، ويحمي البنك والمودعين والمقرضين الآخرين. تعمل الجهات الرقابية المصرفية في معظم البلدان على تحديد ومراقبة CAR لحماية المودعين، وبالتالي الحفاظ على الثقة في النظام المصرفي.

## ترجيح المخاطر
تعتبر طرق قياس المخاطر المصرفية الحديثة أي القواعد الاحترازية التي نصت عليها لجنة بازل من بين أهم الطرق المستخدمة لقياس درجة المخاطر ولا سيما في المصارف العالمية وهذه الطرق متعلقة بمجموعة من القواعد وهي:
أولا- القواعد المتعلقة بالأموال الذاتية:
تعتبر لجنة بازل للرقابة المصرفية الأموال الذاتية الضامن الأساسي لملاءة المصرف في حالة تعرضه للمخاطر المحتملة الناتجة عن ممارسته للمهنة المصرفية، ولهذا فقد اعتمدت اللجنة تعريف موحد انطلاقا من ميزانية المصرف بغرض تفادي الاختلاف في تحديد مضمون الأموال الذاتية بين الدول:
صافي الأموال الذاتية = الأموال الذاتية القاعدية + الأموال الذاتية المكملة – عناصر للطرح
مثال على ترجيح المخاطر:
تثبت اللوائح المحلية أن النقدية والسندات الحكومية لديها 0 ٪ ترجيح للمخاطر، والسكنية كالقروض العقارية لديها نسبة 50 ٪ مخاطر الترجيح. جميع أنواع أخرى من الأصول (القروض للعملاء) لديها 100 ٪ ترجيح للمخاطر.
بنك «أ» لديه أصول قيمتها 100 وحدة، تتألف من:
- النقد: 10 وحدات.
- السندات الحكومية: 15 وحدة.
- قرض الرهن العقاري ق: 20 وحدة.
- قروض أخرى: 50 وحدة.
- الموجودات الأخرى: 5 وحدات.

بنك «ألف» لديه ودائع من 95 وحدة.بحكم التعريف، الأسهم تساوي الأصول ناقص الدين، أو 5 وحدات.
ويحسب ترجيح المخاطر للبنك على النحو التالي:
| نقدا              | {\displaystyle 10*0\%=0}    |
| السندات الحكومية  | {\displaystyle 15*0\%=0}    |
| القروض العقارية   | {\displaystyle 20*50\%=10}  |
| قروض أخرى         | {\displaystyle 50*100\%=50} |
| أصول أخرى         | {\displaystyle 5*100\%=5}   |
| مجموع المخاطر     |                             |
| الموجودات المرجحة | 65.                         |
| الكفاية           | 5                           |
| CAR (Equity/RWA)  | 7.69 ٪                      |

على الرغم من بنك «ألف» يبدو أن لديهديون إلى حقوق المساهمين بنسبة من 95:5، أو رأس المال إلى الموجودات 5 ٪ فقط، فإن نسبة كفاية رأس المال أعلى بكثير. فهو يعتبر أقل مخاطرة لأن بعض من الأصول أقل خطورة من غيرها.

## أنواع رأس المال
وقواعد بازل تعرف أنواع معينة من الأسهم هي أكثر أهمية من غيرها. ولنتعرف على هذا، تُجْرى تعديلات مختلفة:
1. المستوى الأول من رأس المال: المساواة الفعلية بالإضافة إلى الأرباح المستبقاة.
2. المستوى الثاني من رأس المال: الأسهم المفضلة بالإضافة إلى 50 ٪ من الديون الثانوية.

عادة ما يكون هناك حد أقصى من المستوى الثاني من رأس المال الذي قد «يعد» "counted" نحو CAR، اعتمادا على "jurisdiction".

## روابط إضافية
- معدل كفاية رأس المال في إنفستوبيديا.
- معدل كفاية رأس المال في البنك المركزي في نيوزيلندا.